# Paradise (TV-serie)
Paradise är en amerikansk thriller och dramaserie som hade premiär den 28 januari 2025 på Disney+. Serien, som består av åtta avsnitt, är skapad av Dan Fogelman.

## Handling
Serien utspelar sig i en underjordisk bunker, stor som en mindre stad, i Colorado tre år efter en domedagshändelse. Serien följer USA:s Secret Service-agent Xavier Collins när han försöker ta reda på sanningen bakom mordet på USA:s president.

## Rollista (i urval)
- Sterling K. Brown – Xavier Collins
- Julianne Nicholson – Sinatra
- James Marsden – president Cal Bradford
- Sarah Shahi – Dr Gabriela Torabi
- Nicole Brydon Bloom – Jane Driscoll
- Aliyah Mastin – Presley Collins
- Percy Daggs IV – James Collins
- Krys Marshall – Robinson
- Erik Svedberg-Zelman – Anders